# Roi et cavalier contre roi et pion
Au jeu d'échecs, les finales Cavalier contre un pion surviennent lorsqu'un camp possède seulement son roi et un Cavalier, et que l'autre ne détient plus qu'un roi et un pion. 

## Cas général
En règle générale, la partie se conclut par la nullité, car le Cavalier, soutenu par son roi, parvient à se sacrifier contre le pion, et une position roi contre roi est nulle. Parfois, la partie est tout simplement nulle car le camp avec le pion ne peut le promouvoir du fait d'un échec perpétuel. Il existe cependant des exceptions, notamment lorsque le pion est un pion-tour, où le Cavalier ne peut l'arrêter, et où, le pion étant promu, il assure la victoire contre le camp possédant le Cavalier.

## Une illustration de la difficulté d'arrêter un pion-tour
|   | a | b | c | d | e | f | g | h |   |
| 8 | Roi blanc sur case blanche a6 · Pion noir sur case noire h6 · cercle blanc sur case blanche g4 · Roi noir sur case noire e3 · Cavalier blanc sur case blanche a2 · cercle blanc sur case blanche f1 | Roi blanc sur case blanche a6 · Pion noir sur case noire h6 · cercle blanc sur case blanche g4 · Roi noir sur case noire e3 · Cavalier blanc sur case blanche a2 · cercle blanc sur case blanche f1 | Roi blanc sur case blanche a6 · Pion noir sur case noire h6 · cercle blanc sur case blanche g4 · Roi noir sur case noire e3 · Cavalier blanc sur case blanche a2 · cercle blanc sur case blanche f1 | Roi blanc sur case blanche a6 · Pion noir sur case noire h6 · cercle blanc sur case blanche g4 · Roi noir sur case noire e3 · Cavalier blanc sur case blanche a2 · cercle blanc sur case blanche f1 | Roi blanc sur case blanche a6 · Pion noir sur case noire h6 · cercle blanc sur case blanche g4 · Roi noir sur case noire e3 · Cavalier blanc sur case blanche a2 · cercle blanc sur case blanche f1 | Roi blanc sur case blanche a6 · Pion noir sur case noire h6 · cercle blanc sur case blanche g4 · Roi noir sur case noire e3 · Cavalier blanc sur case blanche a2 · cercle blanc sur case blanche f1 | Roi blanc sur case blanche a6 · Pion noir sur case noire h6 · cercle blanc sur case blanche g4 · Roi noir sur case noire e3 · Cavalier blanc sur case blanche a2 · cercle blanc sur case blanche f1 | Roi blanc sur case blanche a6 · Pion noir sur case noire h6 · cercle blanc sur case blanche g4 · Roi noir sur case noire e3 · Cavalier blanc sur case blanche a2 · cercle blanc sur case blanche f1 | 8 |
| 7 | Roi blanc sur case blanche a6 · Pion noir sur case noire h6 · cercle blanc sur case blanche g4 · Roi noir sur case noire e3 · Cavalier blanc sur case blanche a2 · cercle blanc sur case blanche f1 | Roi blanc sur case blanche a6 · Pion noir sur case noire h6 · cercle blanc sur case blanche g4 · Roi noir sur case noire e3 · Cavalier blanc sur case blanche a2 · cercle blanc sur case blanche f1 | Roi blanc sur case blanche a6 · Pion noir sur case noire h6 · cercle blanc sur case blanche g4 · Roi noir sur case noire e3 · Cavalier blanc sur case blanche a2 · cercle blanc sur case blanche f1 | Roi blanc sur case blanche a6 · Pion noir sur case noire h6 · cercle blanc sur case blanche g4 · Roi noir sur case noire e3 · Cavalier blanc sur case blanche a2 · cercle blanc sur case blanche f1 | Roi blanc sur case blanche a6 · Pion noir sur case noire h6 · cercle blanc sur case blanche g4 · Roi noir sur case noire e3 · Cavalier blanc sur case blanche a2 · cercle blanc sur case blanche f1 | Roi blanc sur case blanche a6 · Pion noir sur case noire h6 · cercle blanc sur case blanche g4 · Roi noir sur case noire e3 · Cavalier blanc sur case blanche a2 · cercle blanc sur case blanche f1 | Roi blanc sur case blanche a6 · Pion noir sur case noire h6 · cercle blanc sur case blanche g4 · Roi noir sur case noire e3 · Cavalier blanc sur case blanche a2 · cercle blanc sur case blanche f1 | Roi blanc sur case blanche a6 · Pion noir sur case noire h6 · cercle blanc sur case blanche g4 · Roi noir sur case noire e3 · Cavalier blanc sur case blanche a2 · cercle blanc sur case blanche f1 | 7 |
| 6 | Roi blanc sur case blanche a6 · Pion noir sur case noire h6 · cercle blanc sur case blanche g4 · Roi noir sur case noire e3 · Cavalier blanc sur case blanche a2 · cercle blanc sur case blanche f1 | Roi blanc sur case blanche a6 · Pion noir sur case noire h6 · cercle blanc sur case blanche g4 · Roi noir sur case noire e3 · Cavalier blanc sur case blanche a2 · cercle blanc sur case blanche f1 | Roi blanc sur case blanche a6 · Pion noir sur case noire h6 · cercle blanc sur case blanche g4 · Roi noir sur case noire e3 · Cavalier blanc sur case blanche a2 · cercle blanc sur case blanche f1 | Roi blanc sur case blanche a6 · Pion noir sur case noire h6 · cercle blanc sur case blanche g4 · Roi noir sur case noire e3 · Cavalier blanc sur case blanche a2 · cercle blanc sur case blanche f1 | Roi blanc sur case blanche a6 · Pion noir sur case noire h6 · cercle blanc sur case blanche g4 · Roi noir sur case noire e3 · Cavalier blanc sur case blanche a2 · cercle blanc sur case blanche f1 | Roi blanc sur case blanche a6 · Pion noir sur case noire h6 · cercle blanc sur case blanche g4 · Roi noir sur case noire e3 · Cavalier blanc sur case blanche a2 · cercle blanc sur case blanche f1 | Roi blanc sur case blanche a6 · Pion noir sur case noire h6 · cercle blanc sur case blanche g4 · Roi noir sur case noire e3 · Cavalier blanc sur case blanche a2 · cercle blanc sur case blanche f1 | Roi blanc sur case blanche a6 · Pion noir sur case noire h6 · cercle blanc sur case blanche g4 · Roi noir sur case noire e3 · Cavalier blanc sur case blanche a2 · cercle blanc sur case blanche f1 | 6 |
| 5 | Roi blanc sur case blanche a6 · Pion noir sur case noire h6 · cercle blanc sur case blanche g4 · Roi noir sur case noire e3 · Cavalier blanc sur case blanche a2 · cercle blanc sur case blanche f1 | Roi blanc sur case blanche a6 · Pion noir sur case noire h6 · cercle blanc sur case blanche g4 · Roi noir sur case noire e3 · Cavalier blanc sur case blanche a2 · cercle blanc sur case blanche f1 | Roi blanc sur case blanche a6 · Pion noir sur case noire h6 · cercle blanc sur case blanche g4 · Roi noir sur case noire e3 · Cavalier blanc sur case blanche a2 · cercle blanc sur case blanche f1 | Roi blanc sur case blanche a6 · Pion noir sur case noire h6 · cercle blanc sur case blanche g4 · Roi noir sur case noire e3 · Cavalier blanc sur case blanche a2 · cercle blanc sur case blanche f1 | Roi blanc sur case blanche a6 · Pion noir sur case noire h6 · cercle blanc sur case blanche g4 · Roi noir sur case noire e3 · Cavalier blanc sur case blanche a2 · cercle blanc sur case blanche f1 | Roi blanc sur case blanche a6 · Pion noir sur case noire h6 · cercle blanc sur case blanche g4 · Roi noir sur case noire e3 · Cavalier blanc sur case blanche a2 · cercle blanc sur case blanche f1 | Roi blanc sur case blanche a6 · Pion noir sur case noire h6 · cercle blanc sur case blanche g4 · Roi noir sur case noire e3 · Cavalier blanc sur case blanche a2 · cercle blanc sur case blanche f1 | Roi blanc sur case blanche a6 · Pion noir sur case noire h6 · cercle blanc sur case blanche g4 · Roi noir sur case noire e3 · Cavalier blanc sur case blanche a2 · cercle blanc sur case blanche f1 | 5 |
| 4 | Roi blanc sur case blanche a6 · Pion noir sur case noire h6 · cercle blanc sur case blanche g4 · Roi noir sur case noire e3 · Cavalier blanc sur case blanche a2 · cercle blanc sur case blanche f1 | Roi blanc sur case blanche a6 · Pion noir sur case noire h6 · cercle blanc sur case blanche g4 · Roi noir sur case noire e3 · Cavalier blanc sur case blanche a2 · cercle blanc sur case blanche f1 | Roi blanc sur case blanche a6 · Pion noir sur case noire h6 · cercle blanc sur case blanche g4 · Roi noir sur case noire e3 · Cavalier blanc sur case blanche a2 · cercle blanc sur case blanche f1 | Roi blanc sur case blanche a6 · Pion noir sur case noire h6 · cercle blanc sur case blanche g4 · Roi noir sur case noire e3 · Cavalier blanc sur case blanche a2 · cercle blanc sur case blanche f1 | Roi blanc sur case blanche a6 · Pion noir sur case noire h6 · cercle blanc sur case blanche g4 · Roi noir sur case noire e3 · Cavalier blanc sur case blanche a2 · cercle blanc sur case blanche f1 | Roi blanc sur case blanche a6 · Pion noir sur case noire h6 · cercle blanc sur case blanche g4 · Roi noir sur case noire e3 · Cavalier blanc sur case blanche a2 · cercle blanc sur case blanche f1 | Roi blanc sur case blanche a6 · Pion noir sur case noire h6 · cercle blanc sur case blanche g4 · Roi noir sur case noire e3 · Cavalier blanc sur case blanche a2 · cercle blanc sur case blanche f1 | Roi blanc sur case blanche a6 · Pion noir sur case noire h6 · cercle blanc sur case blanche g4 · Roi noir sur case noire e3 · Cavalier blanc sur case blanche a2 · cercle blanc sur case blanche f1 | 4 |
| 3 | Roi blanc sur case blanche a6 · Pion noir sur case noire h6 · cercle blanc sur case blanche g4 · Roi noir sur case noire e3 · Cavalier blanc sur case blanche a2 · cercle blanc sur case blanche f1 | Roi blanc sur case blanche a6 · Pion noir sur case noire h6 · cercle blanc sur case blanche g4 · Roi noir sur case noire e3 · Cavalier blanc sur case blanche a2 · cercle blanc sur case blanche f1 | Roi blanc sur case blanche a6 · Pion noir sur case noire h6 · cercle blanc sur case blanche g4 · Roi noir sur case noire e3 · Cavalier blanc sur case blanche a2 · cercle blanc sur case blanche f1 | Roi blanc sur case blanche a6 · Pion noir sur case noire h6 · cercle blanc sur case blanche g4 · Roi noir sur case noire e3 · Cavalier blanc sur case blanche a2 · cercle blanc sur case blanche f1 | Roi blanc sur case blanche a6 · Pion noir sur case noire h6 · cercle blanc sur case blanche g4 · Roi noir sur case noire e3 · Cavalier blanc sur case blanche a2 · cercle blanc sur case blanche f1 | Roi blanc sur case blanche a6 · Pion noir sur case noire h6 · cercle blanc sur case blanche g4 · Roi noir sur case noire e3 · Cavalier blanc sur case blanche a2 · cercle blanc sur case blanche f1 | Roi blanc sur case blanche a6 · Pion noir sur case noire h6 · cercle blanc sur case blanche g4 · Roi noir sur case noire e3 · Cavalier blanc sur case blanche a2 · cercle blanc sur case blanche f1 | Roi blanc sur case blanche a6 · Pion noir sur case noire h6 · cercle blanc sur case blanche g4 · Roi noir sur case noire e3 · Cavalier blanc sur case blanche a2 · cercle blanc sur case blanche f1 | 3 |
| 2 | Roi blanc sur case blanche a6 · Pion noir sur case noire h6 · cercle blanc sur case blanche g4 · Roi noir sur case noire e3 · Cavalier blanc sur case blanche a2 · cercle blanc sur case blanche f1 | Roi blanc sur case blanche a6 · Pion noir sur case noire h6 · cercle blanc sur case blanche g4 · Roi noir sur case noire e3 · Cavalier blanc sur case blanche a2 · cercle blanc sur case blanche f1 | Roi blanc sur case blanche a6 · Pion noir sur case noire h6 · cercle blanc sur case blanche g4 · Roi noir sur case noire e3 · Cavalier blanc sur case blanche a2 · cercle blanc sur case blanche f1 | Roi blanc sur case blanche a6 · Pion noir sur case noire h6 · cercle blanc sur case blanche g4 · Roi noir sur case noire e3 · Cavalier blanc sur case blanche a2 · cercle blanc sur case blanche f1 | Roi blanc sur case blanche a6 · Pion noir sur case noire h6 · cercle blanc sur case blanche g4 · Roi noir sur case noire e3 · Cavalier blanc sur case blanche a2 · cercle blanc sur case blanche f1 | Roi blanc sur case blanche a6 · Pion noir sur case noire h6 · cercle blanc sur case blanche g4 · Roi noir sur case noire e3 · Cavalier blanc sur case blanche a2 · cercle blanc sur case blanche f1 | Roi blanc sur case blanche a6 · Pion noir sur case noire h6 · cercle blanc sur case blanche g4 · Roi noir sur case noire e3 · Cavalier blanc sur case blanche a2 · cercle blanc sur case blanche f1 | Roi blanc sur case blanche a6 · Pion noir sur case noire h6 · cercle blanc sur case blanche g4 · Roi noir sur case noire e3 · Cavalier blanc sur case blanche a2 · cercle blanc sur case blanche f1 | 2 |
| 1 | Roi blanc sur case blanche a6 · Pion noir sur case noire h6 · cercle blanc sur case blanche g4 · Roi noir sur case noire e3 · Cavalier blanc sur case blanche a2 · cercle blanc sur case blanche f1 | Roi blanc sur case blanche a6 · Pion noir sur case noire h6 · cercle blanc sur case blanche g4 · Roi noir sur case noire e3 · Cavalier blanc sur case blanche a2 · cercle blanc sur case blanche f1 | Roi blanc sur case blanche a6 · Pion noir sur case noire h6 · cercle blanc sur case blanche g4 · Roi noir sur case noire e3 · Cavalier blanc sur case blanche a2 · cercle blanc sur case blanche f1 | Roi blanc sur case blanche a6 · Pion noir sur case noire h6 · cercle blanc sur case blanche g4 · Roi noir sur case noire e3 · Cavalier blanc sur case blanche a2 · cercle blanc sur case blanche f1 | Roi blanc sur case blanche a6 · Pion noir sur case noire h6 · cercle blanc sur case blanche g4 · Roi noir sur case noire e3 · Cavalier blanc sur case blanche a2 · cercle blanc sur case blanche f1 | Roi blanc sur case blanche a6 · Pion noir sur case noire h6 · cercle blanc sur case blanche g4 · Roi noir sur case noire e3 · Cavalier blanc sur case blanche a2 · cercle blanc sur case blanche f1 | Roi blanc sur case blanche a6 · Pion noir sur case noire h6 · cercle blanc sur case blanche g4 · Roi noir sur case noire e3 · Cavalier blanc sur case blanche a2 · cercle blanc sur case blanche f1 | Roi blanc sur case blanche a6 · Pion noir sur case noire h6 · cercle blanc sur case blanche g4 · Roi noir sur case noire e3 · Cavalier blanc sur case blanche a2 · cercle blanc sur case blanche f1 | 1 |
|   | a | b | c | d | e | f | g | h |   |

La solution contre le meilleur jeu noir de l'étude ci-contre de Nikolaï Grigoriev est:
1. Cb4! h5
2. Cc6 Re4!
3. Ca5!! h4
4. Cc4 Rf3
5. Ce5+ Rg3
6. Cc4 Rf4
7. Cd2, suivi de 8. Cf1(+).
Le Cavalier peut ainsi empêcher un pion-tour d'aller à dame si le pion n'a pas encore atteint la septième rangée, et si le Cavalier peut contrôler une case (ici, f1 ou g4) sur le trajet du pion vers la case de promotion (mais pas occuper cette case elle-même).

## Victoire du Cavalier
|   | a | b | c | d | e | f | g | h |   |
| 8 | Cavalier blanc sur case blanche e8 · Pion noir sur case blanche g6 · Pion noir sur case blanche h3 · Roi blanc sur case noire f2 · Roi noir sur case noire h2 | Cavalier blanc sur case blanche e8 · Pion noir sur case blanche g6 · Pion noir sur case blanche h3 · Roi blanc sur case noire f2 · Roi noir sur case noire h2 | Cavalier blanc sur case blanche e8 · Pion noir sur case blanche g6 · Pion noir sur case blanche h3 · Roi blanc sur case noire f2 · Roi noir sur case noire h2 | Cavalier blanc sur case blanche e8 · Pion noir sur case blanche g6 · Pion noir sur case blanche h3 · Roi blanc sur case noire f2 · Roi noir sur case noire h2 | Cavalier blanc sur case blanche e8 · Pion noir sur case blanche g6 · Pion noir sur case blanche h3 · Roi blanc sur case noire f2 · Roi noir sur case noire h2 | Cavalier blanc sur case blanche e8 · Pion noir sur case blanche g6 · Pion noir sur case blanche h3 · Roi blanc sur case noire f2 · Roi noir sur case noire h2 | Cavalier blanc sur case blanche e8 · Pion noir sur case blanche g6 · Pion noir sur case blanche h3 · Roi blanc sur case noire f2 · Roi noir sur case noire h2 | Cavalier blanc sur case blanche e8 · Pion noir sur case blanche g6 · Pion noir sur case blanche h3 · Roi blanc sur case noire f2 · Roi noir sur case noire h2 | 8 |
| 7 | Cavalier blanc sur case blanche e8 · Pion noir sur case blanche g6 · Pion noir sur case blanche h3 · Roi blanc sur case noire f2 · Roi noir sur case noire h2 | Cavalier blanc sur case blanche e8 · Pion noir sur case blanche g6 · Pion noir sur case blanche h3 · Roi blanc sur case noire f2 · Roi noir sur case noire h2 | Cavalier blanc sur case blanche e8 · Pion noir sur case blanche g6 · Pion noir sur case blanche h3 · Roi blanc sur case noire f2 · Roi noir sur case noire h2 | Cavalier blanc sur case blanche e8 · Pion noir sur case blanche g6 · Pion noir sur case blanche h3 · Roi blanc sur case noire f2 · Roi noir sur case noire h2 | Cavalier blanc sur case blanche e8 · Pion noir sur case blanche g6 · Pion noir sur case blanche h3 · Roi blanc sur case noire f2 · Roi noir sur case noire h2 | Cavalier blanc sur case blanche e8 · Pion noir sur case blanche g6 · Pion noir sur case blanche h3 · Roi blanc sur case noire f2 · Roi noir sur case noire h2 | Cavalier blanc sur case blanche e8 · Pion noir sur case blanche g6 · Pion noir sur case blanche h3 · Roi blanc sur case noire f2 · Roi noir sur case noire h2 | Cavalier blanc sur case blanche e8 · Pion noir sur case blanche g6 · Pion noir sur case blanche h3 · Roi blanc sur case noire f2 · Roi noir sur case noire h2 | 7 |
| 6 | Cavalier blanc sur case blanche e8 · Pion noir sur case blanche g6 · Pion noir sur case blanche h3 · Roi blanc sur case noire f2 · Roi noir sur case noire h2 | Cavalier blanc sur case blanche e8 · Pion noir sur case blanche g6 · Pion noir sur case blanche h3 · Roi blanc sur case noire f2 · Roi noir sur case noire h2 | Cavalier blanc sur case blanche e8 · Pion noir sur case blanche g6 · Pion noir sur case blanche h3 · Roi blanc sur case noire f2 · Roi noir sur case noire h2 | Cavalier blanc sur case blanche e8 · Pion noir sur case blanche g6 · Pion noir sur case blanche h3 · Roi blanc sur case noire f2 · Roi noir sur case noire h2 | Cavalier blanc sur case blanche e8 · Pion noir sur case blanche g6 · Pion noir sur case blanche h3 · Roi blanc sur case noire f2 · Roi noir sur case noire h2 | Cavalier blanc sur case blanche e8 · Pion noir sur case blanche g6 · Pion noir sur case blanche h3 · Roi blanc sur case noire f2 · Roi noir sur case noire h2 | Cavalier blanc sur case blanche e8 · Pion noir sur case blanche g6 · Pion noir sur case blanche h3 · Roi blanc sur case noire f2 · Roi noir sur case noire h2 | Cavalier blanc sur case blanche e8 · Pion noir sur case blanche g6 · Pion noir sur case blanche h3 · Roi blanc sur case noire f2 · Roi noir sur case noire h2 | 6 |
| 5 | Cavalier blanc sur case blanche e8 · Pion noir sur case blanche g6 · Pion noir sur case blanche h3 · Roi blanc sur case noire f2 · Roi noir sur case noire h2 | Cavalier blanc sur case blanche e8 · Pion noir sur case blanche g6 · Pion noir sur case blanche h3 · Roi blanc sur case noire f2 · Roi noir sur case noire h2 | Cavalier blanc sur case blanche e8 · Pion noir sur case blanche g6 · Pion noir sur case blanche h3 · Roi blanc sur case noire f2 · Roi noir sur case noire h2 | Cavalier blanc sur case blanche e8 · Pion noir sur case blanche g6 · Pion noir sur case blanche h3 · Roi blanc sur case noire f2 · Roi noir sur case noire h2 | Cavalier blanc sur case blanche e8 · Pion noir sur case blanche g6 · Pion noir sur case blanche h3 · Roi blanc sur case noire f2 · Roi noir sur case noire h2 | Cavalier blanc sur case blanche e8 · Pion noir sur case blanche g6 · Pion noir sur case blanche h3 · Roi blanc sur case noire f2 · Roi noir sur case noire h2 | Cavalier blanc sur case blanche e8 · Pion noir sur case blanche g6 · Pion noir sur case blanche h3 · Roi blanc sur case noire f2 · Roi noir sur case noire h2 | Cavalier blanc sur case blanche e8 · Pion noir sur case blanche g6 · Pion noir sur case blanche h3 · Roi blanc sur case noire f2 · Roi noir sur case noire h2 | 5 |
| 4 | Cavalier blanc sur case blanche e8 · Pion noir sur case blanche g6 · Pion noir sur case blanche h3 · Roi blanc sur case noire f2 · Roi noir sur case noire h2 | Cavalier blanc sur case blanche e8 · Pion noir sur case blanche g6 · Pion noir sur case blanche h3 · Roi blanc sur case noire f2 · Roi noir sur case noire h2 | Cavalier blanc sur case blanche e8 · Pion noir sur case blanche g6 · Pion noir sur case blanche h3 · Roi blanc sur case noire f2 · Roi noir sur case noire h2 | Cavalier blanc sur case blanche e8 · Pion noir sur case blanche g6 · Pion noir sur case blanche h3 · Roi blanc sur case noire f2 · Roi noir sur case noire h2 | Cavalier blanc sur case blanche e8 · Pion noir sur case blanche g6 · Pion noir sur case blanche h3 · Roi blanc sur case noire f2 · Roi noir sur case noire h2 | Cavalier blanc sur case blanche e8 · Pion noir sur case blanche g6 · Pion noir sur case blanche h3 · Roi blanc sur case noire f2 · Roi noir sur case noire h2 | Cavalier blanc sur case blanche e8 · Pion noir sur case blanche g6 · Pion noir sur case blanche h3 · Roi blanc sur case noire f2 · Roi noir sur case noire h2 | Cavalier blanc sur case blanche e8 · Pion noir sur case blanche g6 · Pion noir sur case blanche h3 · Roi blanc sur case noire f2 · Roi noir sur case noire h2 | 4 |
| 3 | Cavalier blanc sur case blanche e8 · Pion noir sur case blanche g6 · Pion noir sur case blanche h3 · Roi blanc sur case noire f2 · Roi noir sur case noire h2 | Cavalier blanc sur case blanche e8 · Pion noir sur case blanche g6 · Pion noir sur case blanche h3 · Roi blanc sur case noire f2 · Roi noir sur case noire h2 | Cavalier blanc sur case blanche e8 · Pion noir sur case blanche g6 · Pion noir sur case blanche h3 · Roi blanc sur case noire f2 · Roi noir sur case noire h2 | Cavalier blanc sur case blanche e8 · Pion noir sur case blanche g6 · Pion noir sur case blanche h3 · Roi blanc sur case noire f2 · Roi noir sur case noire h2 | Cavalier blanc sur case blanche e8 · Pion noir sur case blanche g6 · Pion noir sur case blanche h3 · Roi blanc sur case noire f2 · Roi noir sur case noire h2 | Cavalier blanc sur case blanche e8 · Pion noir sur case blanche g6 · Pion noir sur case blanche h3 · Roi blanc sur case noire f2 · Roi noir sur case noire h2 | Cavalier blanc sur case blanche e8 · Pion noir sur case blanche g6 · Pion noir sur case blanche h3 · Roi blanc sur case noire f2 · Roi noir sur case noire h2 | Cavalier blanc sur case blanche e8 · Pion noir sur case blanche g6 · Pion noir sur case blanche h3 · Roi blanc sur case noire f2 · Roi noir sur case noire h2 | 3 |
| 2 | Cavalier blanc sur case blanche e8 · Pion noir sur case blanche g6 · Pion noir sur case blanche h3 · Roi blanc sur case noire f2 · Roi noir sur case noire h2 | Cavalier blanc sur case blanche e8 · Pion noir sur case blanche g6 · Pion noir sur case blanche h3 · Roi blanc sur case noire f2 · Roi noir sur case noire h2 | Cavalier blanc sur case blanche e8 · Pion noir sur case blanche g6 · Pion noir sur case blanche h3 · Roi blanc sur case noire f2 · Roi noir sur case noire h2 | Cavalier blanc sur case blanche e8 · Pion noir sur case blanche g6 · Pion noir sur case blanche h3 · Roi blanc sur case noire f2 · Roi noir sur case noire h2 | Cavalier blanc sur case blanche e8 · Pion noir sur case blanche g6 · Pion noir sur case blanche h3 · Roi blanc sur case noire f2 · Roi noir sur case noire h2 | Cavalier blanc sur case blanche e8 · Pion noir sur case blanche g6 · Pion noir sur case blanche h3 · Roi blanc sur case noire f2 · Roi noir sur case noire h2 | Cavalier blanc sur case blanche e8 · Pion noir sur case blanche g6 · Pion noir sur case blanche h3 · Roi blanc sur case noire f2 · Roi noir sur case noire h2 | Cavalier blanc sur case blanche e8 · Pion noir sur case blanche g6 · Pion noir sur case blanche h3 · Roi blanc sur case noire f2 · Roi noir sur case noire h2 | 2 |
| 1 | Cavalier blanc sur case blanche e8 · Pion noir sur case blanche g6 · Pion noir sur case blanche h3 · Roi blanc sur case noire f2 · Roi noir sur case noire h2 | Cavalier blanc sur case blanche e8 · Pion noir sur case blanche g6 · Pion noir sur case blanche h3 · Roi blanc sur case noire f2 · Roi noir sur case noire h2 | Cavalier blanc sur case blanche e8 · Pion noir sur case blanche g6 · Pion noir sur case blanche h3 · Roi blanc sur case noire f2 · Roi noir sur case noire h2 | Cavalier blanc sur case blanche e8 · Pion noir sur case blanche g6 · Pion noir sur case blanche h3 · Roi blanc sur case noire f2 · Roi noir sur case noire h2 | Cavalier blanc sur case blanche e8 · Pion noir sur case blanche g6 · Pion noir sur case blanche h3 · Roi blanc sur case noire f2 · Roi noir sur case noire h2 | Cavalier blanc sur case blanche e8 · Pion noir sur case blanche g6 · Pion noir sur case blanche h3 · Roi blanc sur case noire f2 · Roi noir sur case noire h2 | Cavalier blanc sur case blanche e8 · Pion noir sur case blanche g6 · Pion noir sur case blanche h3 · Roi blanc sur case noire f2 · Roi noir sur case noire h2 | Cavalier blanc sur case blanche e8 · Pion noir sur case blanche g6 · Pion noir sur case blanche h3 · Roi blanc sur case noire f2 · Roi noir sur case noire h2 | 1 |
|   | a | b | c | d | e | f | g | h |   |

Dans de rares cas, le camp avec le Cavalier peut gagner la partie. En effet, même si un Cavalier seul est normalement insuffisant, le pion adverse restant peut bloquer la dernière case de fuite de son Roi.
Alessandro Salvio a composé cette étude en 1634, où il y a un pion supplémentaire. La solution est, avec multiples interversions de coups :
1. Cf6 g5
2. Cg4 Rh1
3. Rf1 h2
4. Cf2#